# GNX (álbum)
GNX es el sexto álbum de estudio del rapero estadounidense Kendrick Lamar. Fue publicado el 22 de noviembre de 2024 a través de pgLang e Interscope de manera sorpresiva. Nombrado por la marca de autos Buick Regal, y siendo el sucesor de Mr. Morale & the Big Steppers (2022), GNX es el primer álbum de Lamar en ser lanzado tras su salida de los sellos discográficos Top Dawg Entertainment y Aftermath Entertainment.
El álbum contiene las participaciones de SZA y raperos emergentes de Los Ángeles como AzChike, Dody6, Hitta J3, Lefty Gunplay, Peysoh, Roddy Ricch, Siete7x, Wallie The Sensei y YoungThreat. Otras contribuciones vocales y de producción incluyen a Kamasi Washington, Sam Dew, Ink, Deyra Barrera y Jack Antonoff.
GNX obtuvo aclamación crítica y comercial, siendo su quinto álbum consecutivo en conseguir la primera posición en el Billboard 200, mientras que las doce canciones debutaron en el Hot 100, y tomando las primeras cinco posiciones con «Squabble Up», «TV Off», «Luther», «Wacced Out Murals» y «Hey Now», un logro compartido con Taylor Swift, Drake y The Beatles.

## Antecedentes
Luego de la publicación de su álbum más personal, Mr. Morale & the Big Steppers (2022), Lamar obtuvo el Premio Grammy al mejor álbum de rap en su 65.ª edición. Junto a su gira The Big Steppers Tour, el rapero se embarco en una exitosa serie de conciertos masivos entre junio de 2022 hasta inicios de 2024. El 19 de marzo de 2024, Lamar publicó a través de su cuenta alternativa de Instagram una serie de fotografías crípticas, una de ellas es de un Buick Grand National Regal GNX de 1987 que recientemente había comprado. Ese mismo modelo de vehículo fue utilizado por su padre cuando les llevó de vuelta del hospital luego de su nacimiento.
Mr. Morale & the Big Steppers fue el último álbum de estudio de Lamar que se lanzó a través de Top Dawg Entertainment, sello del cual había formado parte desde el 2005. Antes de que su rivalidad con el rapero canadiense Drake continuara escalando, Lamar abandonó silenciosamente la disquera Aftermath Entertainment y firmó un acuerdo de licencias directo con el distribuidor Interscope Records. Cinco diss tracks autónomos fueron publicados durante la etapa más reciente del conflicto entre los raperos, incluyendo los temas «Like That» y «Not Like Us», los cuales alcanzaron la primera posición del Billboard Hot 100. En la publicación independiente de «6:16 in LA», la canción fue coproducida por Jack Antonoff, siendo descrito de manera retrospectiva como «[una forma de probar] su potencial como colaboradores».
Lamar respondió un mensaje de texto de iMessage el 24 de agosto de 2024 sobre su sexto álbum de estudio, respondiendo que «estamos llegando». Dos semanas más tarde, se anunció que Lamar sería el encargado del espectáculo de medio tiempo del Super Bowl LIX, programado para llevarse a cabo el 9 de febrero de 2025 en el Caesars Superdome de Nueva Orleans, y siendo la segunda vez en la que un artista de hip hop encabeza de manera solitaria. El 11 de septiembre fue publicada la canción independiente «Watch the Party Die», en donde se referenciaba su guerra lírica, percepción popular y una crítica hacia la industria musical. Un artículo de Rolling Stone destacaba a la canción como “un buen presagio para su próximo álbum, cuando llegue”.
El 23 de octubre de 2024, un extracto del entonces tema inédito «Squabble Up» fue reproducido durante el partido de la NBA entre Los Angeles Lakers  y los Minnesota Timberwolves, extracto el cual también fue incluido anteriormente en el vídeo musical de «Not Like Us». A mediados de octubre, los comentarios de afiliados de Top Dawg Entertainment como SZA, Schoolboy Q y Devin Malik hacían aumentar las expectativas de un nuevo material de Lamar. El productor y colaborador frecuente, Terrace Martin, también mostró emoción por haber estado involucrado en el álbum.

## Composición
GNX consiste de doce temas y una duración de 44 minutos y 20 segundos, siendo el álbum más breve en la discografía de Lamar. A pesar de que no incluye ningún tema musical originado durante los meses de su disputa pública con Drake, el sentimiento «aún puede percibirse a lo largo del material», conforme a Vulture. Es principalmente un álbum de West Coast hip hop,tomando influencias de convenciones tanto clásicas como contemporáneas del género. De acuerdo a Rolling Stone, el disco es un tributo a la nativa Los Ángeles de Lamar, fusionando prominentemente G-funk a través de sus composiciones.
Las canciones de apertura y clausura del álbum, así como en «Reincarnated», contienen las voces de la cantante mexicana Deyra Barrera. Lamar había escuchado cantar a Barrera durante un partido de Los Angeles Dodgers, donde hizo un homenaje al fallecido Fernando Valenzuela. El equipo de producción le mostró los arreglos instrumentales a Barrera, así como indicaciones sobre las emociones que Lamar quería evocar en el álbum. El ritmo principal de «Hey Now» fue creado por Mustard hace casi cuatro años, antes de ser coproducido por Sounwave y Antonoff para el álbum. En «Reincarnated», Lamar del presente se imagina en vidas pasadas imaginarias antes de que la lírica hiciera una transición a una conversación entre él y Dios. «TV Off» presenta «instrumentos de cuerda distorsionados» que «se disuelven en instrumentos de viento frenéticos» a la mitad del tema, con el nombre del productor Mustard siendo gritado repetidamente durante el coro. Mustard comenta que la primera mitad del beat fue creado alrededor del mismo periodo que «Not Like Us», pero que la segunda mitad había sido creado para un álbum suyo de estilo más teatral. Lefty Gunplay había cumplido una sentencia de nueve años en la prisión de Pelican Bay State, donde su participación fue descrito como un cameo, solo repitiendo las cuatro palabras crazy, scary, spooky, hilarious («loca, aterradora, espeluznante, hilarante»).
Sobre «Dodger Blue», el rapero Siete7x revela que meses antes, mientras estaba grabando un vídeo musical en el Área de la Bahía de San Francisco, recibió la llamada de un amigo mutuo con Lamar, quién le comentaba que fuese de inmediato al estudio Conway en Los Ángeles para grabar. Sobre la experiencia, comenta que Lamar ofrecía «ideas locas» y que aprendió de ese proceso más distinto de grabación, teniendo que hacer hasta cinco versiones de sus versos para ver diferentes cadencias. «Heart Pt. 6» relata su historia con Top Dawg Entertainment y como miembro del grupo hip hop Black Hippy. Ben Sisario de The New York Times recalcó que el tema es una «réplica implícita» al diss track «The Heart Part 6» de Drake, en el cual el rapero canadiense atacó verbalmente a Lamar, además de tomar el nombre como referencia a la serie de temas «The Heart», con las primeras cinco partes presentes en cada uno de los cinco álbumes anteriores de Lamar.
La canción homónima cuenta con la participación de los raperos Peysoh, Hitta J3 y YoungThreat, aunque no contiene vocales de Lamar, preguntando en su lugar durante un hook: who put the West back in front of shit? —en español, ¿Quién colocó a la costa oeste al frente de esta mierda de nuevo?—. Peysoh recientemente había cumplido una condena de tres años, estando sorprendido cuando Lamar hizo una llamada de FaceTime y le propuso una rápida invitación para grabar. Por su parte, Hitta J3 ha comentado que su hermano mayor y Lamar eran amigos de infancia. Sobre el rapero, previamente había recibido su apoyo con su participación en «Do You Gudda (Remix)» junto a YG y Problem; además de aparecer en la portada de To Pimp a Butterfly como figura central.

## Promoción
El 22 de noviembre de 2024, un avance visual de un minuto de duración fue publicado en YouTube, en el que se revelaba el lanzamiento sorpresa del sexto proyecto musical de estudio de Lamar. El álbum fue publicado media hora después a través de Interscope Records, y el sello independiente de Lamar, pgLang. Un vídeo musical para «Squabble Up» fue publicado el 25 de noviembre del mismo año, incluyendo referencias visuales a Menace II Society, el álbum Power de Ice T y Nate Dogg. Desde el viernes 29 de noviembre, las radioemisoras italianas empezaron a promocionar la colaboración «Luther» con SZA como sencillo.
El 3 de diciembre de 2024, Lamar hizo pública la información de una gira norteamericana junto a SZA, titulada Grand National Tour, con una duración original de 21 fechas entre abril a junio de 2025, con dos fechas adicionales añadidas por alta demanda. En febrero de 2025, fue anunciado que la gira se extendería por Europa, abarcando un total de 39 conciertos.

## Recepción

### Crítica
GNX fue recibido con elogios generalizados de los críticos musicales. En Metacritic, que asigna una puntuación normalizada de 100 a las valoraciones de las publicaciones, el álbum obtuvo una puntuación media ponderada de 87 basada en 17 reseñas, lo que indica «aclamación universal».
Diversos críticos consideraron a GNX una victoria después de las contiendas suscitadas durante el 2024, así como un proyecto cohesivo concebido a partir de tributos al West coast hip hop y las habilidades de Lamar en mezclar varios elementos musicales y referenciales. Peter Berry de Variety elogió los tributos realizados al género en adición a la lírica y producción, indicando que GNX es «más que otro atributo, un testamento de la habilidad de K.Dot para destilar brillantes ideas bajo la lupa de sus propias influencias. Mezclando junto con sonidos y sensaciones, esos conceptos resultan en canciones viscerales para la historia». Matt Mitchell de Paste valoró al disco como una reimaginación del futuro del rap y del pasado de Lamar, mientras que Kyann-Sian Williams de NME expresó admiración por la cálida narración que funge como un «limpiador de paleta» después de todos los diss tracks y la latente aversión que ha dominado la escena.
Alexis Petridis de The Guardian elogió la deliberación presentada de Lamar, opinando que realizó su material «más confrontacional, postergándose únicamente ante Dios». Tom Breihan de Stereogum nombró a GNX «el mejor proyecto musical del 2024 y uno de los mayores trabajos en la carrera de Lamar», exaltando la producción y las interpretaciones vocales del rapero. Para la reseña de The Line of Best Fit, Matthew Kim describió al disco como una «declaración concisa de orgullo regional, jactancia e inconformidad». De acuerdo a Mosi Reeves de Rolling Stone, a pesar de etiquetar al álbum como un «tratado más del corporativismo del hip hop», expone más que suficientes razones para considerar a Lamar «el GOAT del año».
En una crítica mixta de Pitchfork, Alphonse Pierre escribió que la supuesta autenticidad de GNX fue manchada por la narrativa de Lamar, remarcando además que la producción de Jack Antonoff es «muy limpiada y sintética», aunque definió al desempeño del rapero como «estelar» y «memorables» a las participaciones musicales de los artistas presentes en los distintos temas. Jon Camaranica de The New York Times consideró que el tributo de Lamar a las raíces californianas fue utilizado como un refugio en su «zona de confort», denominando al álbum «impresionante pero frágil».

### Comercial
GNX generó 44.2 millones de streams durante su primer día en Spotify, con un promedio de 3.6 millones de streams por cada canción a pesar de haber tenido únicamente siete horas de disponibilidad en plataformas. De igual forma, ocupó las dos primeras posiciones del US Spotify Chart, con «Squabble Up» posicionándose en el número uno con 3.272 millones de streams.
Proyecciones iniciales mostraban al álbum recibiendo ventas de 291 000 unidades equivalentes, mientras que actualizaciones posteriores habían estimaciones entre 310 a 325 000 copias. De manera definitiva, el álbum debutó en la primera posición del Billboard 200 con ventas equivalentes de 319 000, siendo uno de los debuts más altos del año en formato streaming, solo superado por Taylor Swift y su récord de dos semanas consecutivas por The Tortured Poets Department. En las listas del Reino Unido, GNX también debutó en la primera posición, siendo la segunda ocasión que Lamar logra ese posicionamiento desde To Pimp a Butterfly en 2015.

## Lista de canciones
| N.º   | Título                                                       | Escritor(es)                                                                          | Productor(es)                                                                    | Duración |  |
| 1.    | «Wacced Out Murals»                                          | Kendrick Duckworth                                                                    | Sounwave Jack Antonoff Dahi Craig Balmoris Frano Tyler Mehlenbacher M-Tech [ a ] | 5:17     |  |
| 2.    | «Squabble Up»                                                | Duckworth Debbie Deb                                                                  | Kendrick Lamar Sounwave Antonoff Bridgeway M-Tech [ a ]                          | 2:37     |  |
| 3.    | «Luther» (con SZA)                                           | Duckworth Solána Rowe Atia Boggs Sam Dew Marvin Gaye                                  | Sounwave Antonoff Kamasi Washington Bridgeway M-Tech Rose Lilah                  | 2:57     |  |
| 4.    | «Man at the Garden»                                          | Duckworth Nasir Jones Chucky Thompson                                                 | Sounwave Antonoff Craig Balmoris Tyler Mehlenbacher M-Tech [ a ]                 | 3:53     |  |
| 5.    | «Hey Now» (con Dody6)                                        | Duckworth Zarius Cunningham Carlos Walker Lefabian Williams                           | Mustard Sounwave Antonoff                                                        | 3:37     |  |
| 6.    | «Reincarnated»                                               | Duckworth Tupac Shakur                                                                | Lamar Sounwave Antonoff M-Tech Noah Ehler                                        | 4:35     |  |
| 7.    | «TV Off» (con Lefty Gunplay)                                 | Duckworth Jimmy Webb John Barry Christopher Wallace Jalacy Hawkins Christopher Martin | Mustard Sounwave Antonoff Sean Momberger Washington                              | 3:40     |  |
| 8.    | «Dodger Blue» (con Wallie the Sensei, Roddy Ricch y Siete7x) | Duckworth Dew Traquan Tyson Siete                                                     | Sounwave Antonoff Tim Maxey Tane Runo Terrace Martin [ a ]                       | 2:11     |  |
| 9.    | «Peekaboo» (con AzChike)                                     | Duckworth Damaria Walker Willie Hale                                                  | Sounwave Sean Momberger Bridgeway                                                | 2:35     |  |
| 10.   | «Heart Pt. 6»                                                | Duckworth                                                                             | Sounwave Antonoff M-Tech [ a ] Juju [ a ]                                        | 4:52     |  |
| 11.   | «GNX» (con Hitta J3, YoungThreat y Peysoh)                   | Duckworth Dominicke Williams Kevin Oropeza Deonta Simuel Chad Hugo Pharrell Williams  | Sounwave Antonoff Rascal Kenny & Billy Tim Maxey [ a ]                           | 3:13     |  |
| 12.   | «Gloria» (con SZA)                                           | Duckworth Rowe Boggs                                                                  | Sounwave Antonoff Deats                                                          | 4:47     |  |
| 44:20 |                                                              |                                                                                       |                                                                                  |          |  |

Notas1. 

- Todas las canciones están estilizadas en minúsculas.

Créditos de participaciones vocales
- Originalmente, la lista de canciones no incluía las colaboraciones con SZA, Dody6, Wallie the Sensei, Siete7x, AzChike, Peysoh, Hitta J3 y YoungThreat.
- «Peekaboo» contiene voces adicionales de Dody6.

Créditos de samples y composición
- «Squabble Up» contiene un sample de «When I Hear Music» (1984), escrita e interpretada por Debbie Deb.[56]
- «Luther» contiene un sample de «If This World Were Mine» (1982), escrita por Marvin Gaye e interpretada por Luther Vandross y Cheryl Lynn.[57]
- «Man at the Garden» contiene una interpolación de «One Mic» (2002), escrita por Nasir Jones y Chucky Thompson e interpretada por Nas.[58]
- «Hey Now» contiene una interpolación de «Scotty» (2005), escrita por Carlos Walker y Lefabian Williams e interpretada por D4L.[59]
- «Reincarnated» contiene un sample de «Made Niggaz» (1997), escrita e interpretada por Tupac Shakur junto a Outlawz.[60]
- «TV Off» 
  - contiene samples de «MacArthur Park» (1968), escrita por Jimmy Webb e interpretada por Richard Harris, y de «The Black Hole - Overture» (1979), escrita por John Barry.[61][62]
  - contiene una interpolación de «Kick in the Door» (1997), escrita por Christopher Wallace, Jalacy Hawkins y Christopher Martin e interpretada por The Notorious B.I.G..[22]
- «Peekaboo» contiene un sample de «Give a Helping Hand» (1972), escrita e interpretada por Willie Hale.[63]
- «Heart Pt. 6» contiene un sample de «Use Your Heart» (1996), escrita por Chad Hugo y Pharrell Williams e interpretada por  SWV.[21]

## Personal
Créditos adaptados de las notas de GNX.
Músicos
- Kendrick Lamar – voz (todas las canciones)
- Deyra Barrera – voces adicionales (1, 6, 12)
- Ink – voces secundarias (2, 10), voces adicionales (8)
- Sam Dew – voces secundarias (2, 4-6, 8, 10, 12), voces adicionales (3)
- Paul Cartwright – instrumentos de cuerda (2), violín (7)
- Caleb Vaughn Smith – instrumentos de cuerda (3)
- Drew Forde – instrumentos de cuerda (3)
- Geoff Gallegos – instrumentos de cuerda (3)
- Giovanna Moraga – instrumentos de cuerda (3)
- Kerenza Peacock – instrumentos de cuerda (3)
- Luanne Homzy – instrumentos de cuerda (3)
- Luke Maurer – instrumentos de cuerda (3)
- Stephanie Payne – instrumentos de cuerda (3)
- Stephanie Yu – instrumentos de cuerda (3)
- Lefty Gunplay – voces adicionales (7)
- Evan Smith – saxofón barítono, saxofón tenor (7)
- Miles Mosey – bajo (7)
- Peter Jacobson – violonchelo (7)
- Amber Wyman – corno (7)
- Malik Taylor – corno (7)
- Rickey Washington – corno (7)
- Ryan Porter – corno (7)
- Sean Sonderegger – corno (7)
- Serafin Aguilar – corno (7)
- Zem Audu – saxófon tenor
- Chad Jackson – violín (7)
- Marta Honer – violín (7)
- Reiko Nakano – violín (7)
- Tylana Renga – violín (7)
- Yvette Devereaux – violín (7)
- Roddy Ricch – voces adicionales (8)
- Bobby Hawk – violín (10, 12)

Técnicos
- Ruairi O'Flaherty – masterización
- Oli Jacobs – mezcla, ingeniería
- Jack Antonoff – ingeniería
- Jonathan Turner – ingeniería
- Laura Sisk – ingeniería
- Ray Charles Brown Jr. – ingeniería
- Tony Shepperd – ingeniería (3)
- Tony Austin – ingeniería (7)
- Zem Audu – ingeniería (7)

## Posicionamiento en listas

### Semanal
| Listas (2024–25)                           | Mejor posición |
| ------------------------------------------ | -------------- |
| Alemania (Offizielle Top 100)              | 4              |
| Australia (ARIA Charts)                    | 1              |
| Australia (ARIA Top 40 Hip Hop/R&B Albums) | 1              |
| Austria (Ö3 Austria Top 40)                | 2              |
| Bélgica (Ultratop Flandes)                 | 1              |
| Bélgica (Ultratop Wallonia)                | 2              |
| Canadá (Billboard Canadian Albums)         | 1              |
| Croacia (Top lista tjedan)                 | 13             |
| Dinamarca (Hitlisten)                      | 1              |
| Escocia (Scottish Albums)                  | 4              |
| Eslovaquia (ČNS IFPI)                      | 5              |
| España (Top 100 Álbumes)                   | 8              |
| Estados Unidos (Billboard 200)             | 1              |
| Estados Unidos (Top R&B/Hip-Hop Albums)    | 1              |
| Finlandia (Suomen virallinen lista)        | 3              |
| Francia (SNEP)                             | 5              |
| Grecia (IFPI Grecia)                       | 1              |
| Hungría (MAHASZ)                           | 2              |
| Irlanda (Irish Albums)                     | 1              |
| Italia (FIMI)                              | 5              |
| Islandia (Tónlistinn)                      | 2              |
| Japón (Billboard Japan Hot Albums)         | 23             |
| Lituania (AGATA)                           | 1              |
| Nigeria (TurnTable)                        | 4              |
| Noruega (VG-lista)                         | 1              |
| Nueva Zelanda (Recorded Music NZ)          | 1              |
| Países Bajos (Album Top 100)               | 1              |
| Polonia (ZPAV)                             | 3              |
| Portugal (AFP)                             | 2              |
| Reino Unido (UK Albums)                    | 1              |
| Reino Unido (UK Hip Hop and R&B Albums)    | 1              |
| República Checa (ČNS IFPI)                 | 6              |
| Suecia (Sverigetopplistan)                 | 1              |
| Suiza (Schweizer Hitparade)                | 2              |

### Anuales
| Listas (2024)                              | Posición |
| ------------------------------------------ | -------- |
| Australia (ARIA Top 40 Hip Hop/R&B Albums) | 35       |
| Bélgica (Ultratop Flandes)                 | 140      |
| Suiza (Schweizer Hitparade)                | 56       |

## Certificaciones
| País (Certificador) | Certificación | Ventas certificadas |
| --- | ------------- | ------------------- |
| Nueva Zelanda (RMNZ) | Oro           | 7 500^              |
| Reino Unido (BPI) | Oro           | 100 000^            |
| ^cifras de envíos basadas únicamente en la certificación xcifras no especificadas basadas únicamente en la certificación |               |                     |

## Premios y nominaciones
| Año  | Premio                          | Nominado | Categoría      | Resultado | Referencias |
| ---- | ------------------------------- | -------- | -------------- | --------- | ----------- |
| 2025 | Nickelodeon Kids' Choice Awards | GNX      | Álbum favorito | Nominado  | [ 104 ]     |